# Yurgovuchia doellingi
Yurgovuchia doellingi es la única especie conocida del género extinto Yurgovuchia de dinosaurio terópodo dromeosáurido que vivió a principios del período Cretácico hace aproximadamente 130 millones de años, durante el Barremiense, en lo que es hoy Norteamérica. Sus restos se encontraron en Utah, Estados Unidos.

## Descripción

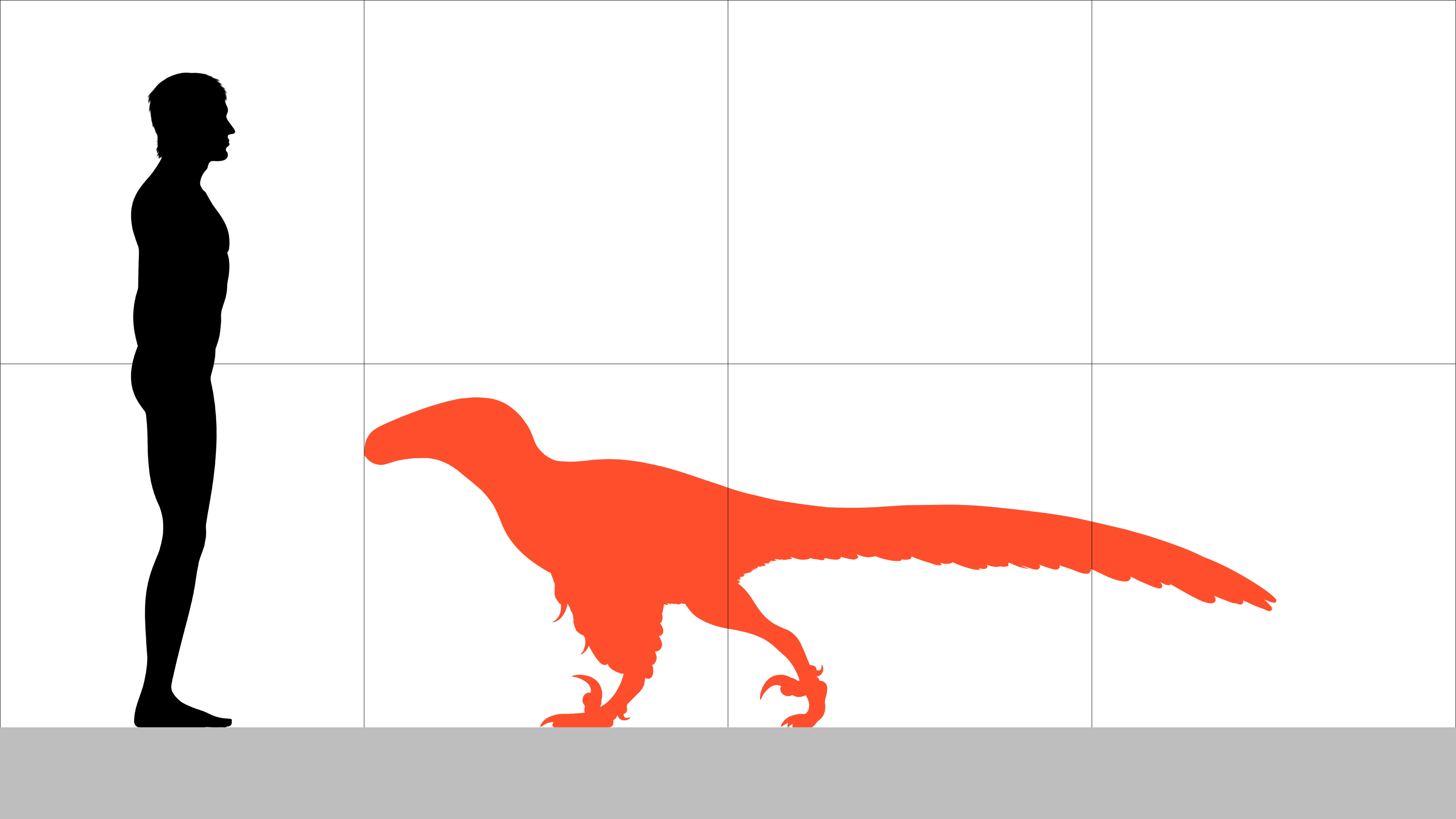
Comparativa de tamaño con un humano.

Yurgovuchia se conoce solo a partir de un solo individuo representado por un esqueleto poscraneal parcial asociado. El holotipo y el único espécimen conocido, UMNH  VP 20211, incluye vértebras cervicales , dorsales y caudales, así como el extremo proximal de un pubis izquierdo. Las vértebras conservadas están fusionadas, lo que indica que el espécimen era un adulto en el momento de la muerte y no un espécimen juvenil de Utahraptor . En lugar de esto, representa una especie más pequeña y diferente de dromeosáurido, con un tamaño estimado de 2,5 metros.
Según sus descriptores en 2012, Yurgovuchia se puede reconocer de otros taxones de dromeosáuridos por las siguientes características, cada lado del centro axial tiene un solo neumatoporo, tercera vértebra cervical con el extremo craneal del centro no biselado, prezigapófisis cervical flexionada, vértebras cervicales la epífisis está por encima de las facetas postzigapofisarias, el pubis carece de tubérculo púbico, las caras craneales del centro de las vértebras caudales son redondas, las vértebras cervicales y dorsales conservan hipapofisis sin neumatoporos, la prezigapófisis caudal está alargada distalmente hasta el punto de transición, pero sin sobrepasar el longitud de un centro.

## Descubrimiento e investigación

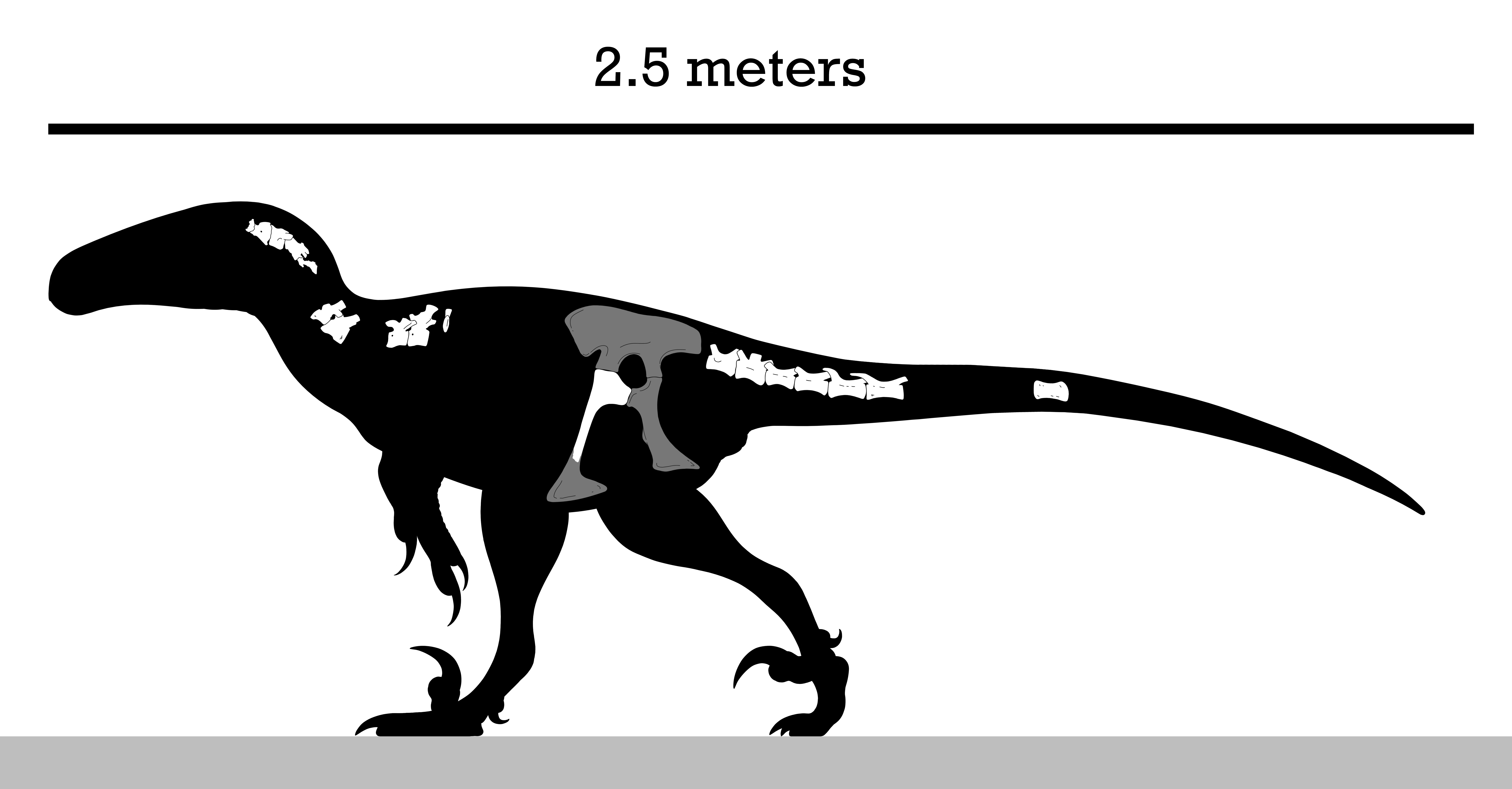
Reconstrucción esquelética con los restos encontrados.

Yurgovuchia es conocido a partir de un único individuo representado por un esqueleto postcraneal parcial asociado. El holotipo y único espécimen, UMNH VP 20211, incluye algunas vértebras cervicales, dorsales y caudales así como el extremo proximal del pubis izquierdo. Estos fueron recolectados por Donald D. DeBlieux en 2005, en Don’s Place, parte del lecho rocoso Doelling’s en Grand County, Utah. Este lecho rocoso se encuentra en la parte inferior del Miembro Yellow Cat de la Formación Cedar Mountain, datando probablemente de la etapa del Barremiense del período Cretácico Inferior, hace entre 130-125 millones de años.
Yurgovuchia fue descrito y nombrado por Phil Senter, James I. Kirkland, Donald D. DeBlieux, Scott Madsen y Natalie Toth en 2012 y la especie tipo es Yurgovuchia doellingi. El nombre del género se deriva de la palabra ute yurgovuch, que significa coyote, un depredador de tamaño similar a Y. doellingi que actualmente habita en la misma región. El nombre de la especie, Y. doellingi, es en honor del geólogo Helmut Doelling, por sus más de 50 años de investigación geológica y mapeo de Utah para el Servicio Geológico de Utah y por descubrir los sitios de dinosaurios en Doelling’s Bowl, en los cuales Y. doellingi fue recolectado.

## Clasificación
De acuerdo al análisis filogenético llevado a cabo por sus descriptores, constituye un representante avanzado de la subfamilia Dromaeosaurinae, cercanamente relacionado con Achillobator, Dromaeosaurus y Utahraptor.

### Filogenia
A continuación se muestran los resultados del análisis filogenético de la descripción.

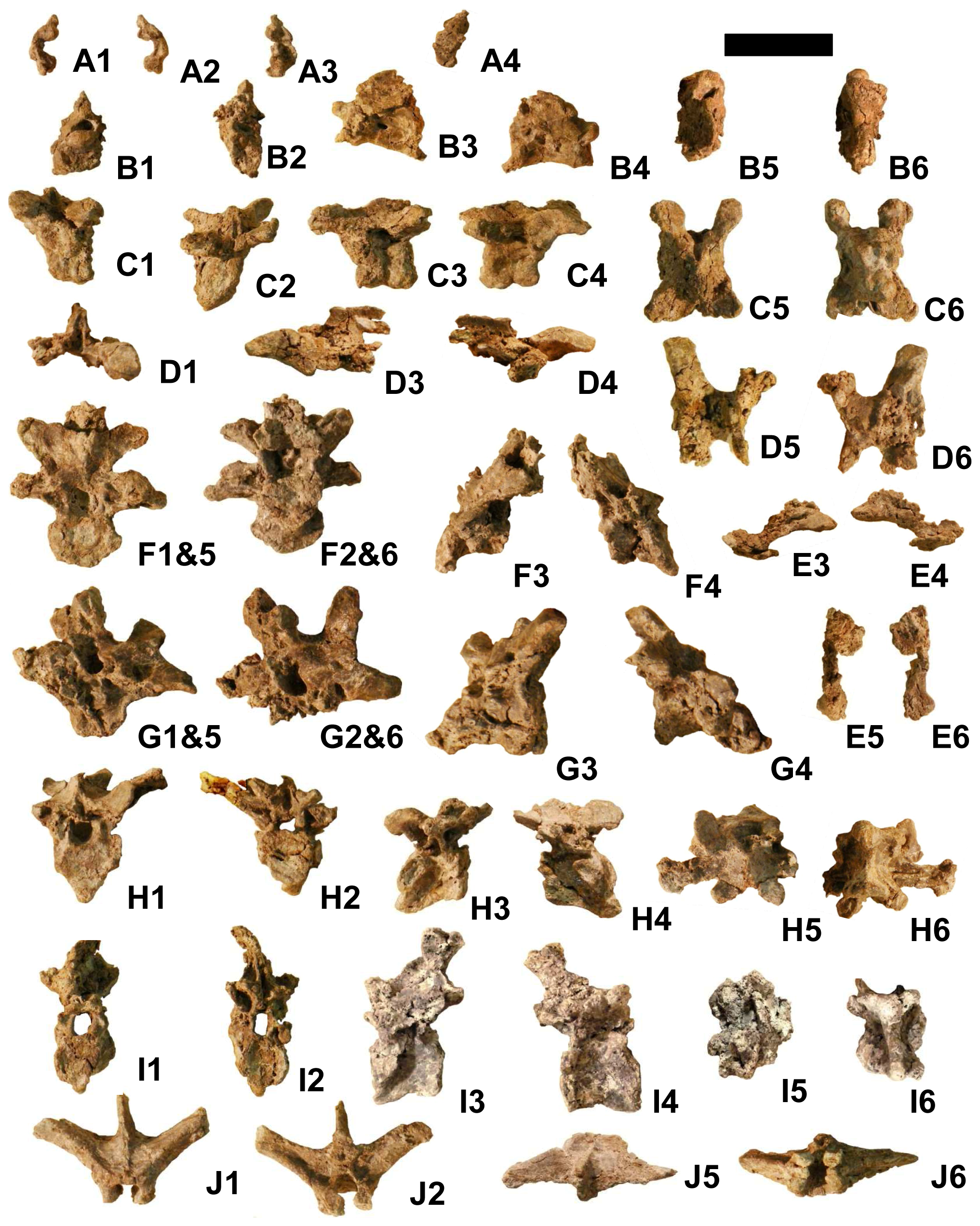
Vértebras cervicales y dorsales del espécimen UMNH VP 20211

|  | Bambiraptor |
|  |             |

|  | Adasaurus                                                |
|  |                                                          |
|  | \| \| Tsaagan \| \| \| \| \| \| Velociraptor \| \| \| \| |
|  |                                                          |
|  | Tsaagan                                                  |
|  |                                                          |
|  | Velociraptor                                             |
|  |                                                          |

|  | Tsaagan      |
|  |              |
|  | Velociraptor |
|  |              |

|  | Deinonychus |
|  | |
|  | \| \| Achillobator \| \| \| \| \| \| Dromaeosaurus \| \| \| \| \| \| Utahraptor \| \| \| \| \| \| Yurgovuchia \| \| \| \| |
|  | |
|  | Achillobator |
|  | |
|  | Dromaeosaurus |
|  | |
|  | Utahraptor |
|  | |
|  | Yurgovuchia |
|  | |

|  | Achillobator  |
|  |               |
|  | Dromaeosaurus |
|  |               |
|  | Utahraptor    |
|  |               |
|  | Yurgovuchia   |
|  |               |

|  | Adasaurus                                                |
|  |                                                          |
|  | \| \| Tsaagan \| \| \| \| \| \| Velociraptor \| \| \| \| |
|  |                                                          |
|  | Tsaagan                                                  |
|  |                                                          |
|  | Velociraptor                                             |
|  |                                                          |

|  | Tsaagan      |
|  |              |
|  | Velociraptor |
|  |              |

|  | Deinonychus |
|  | |
|  | \| \| Achillobator \| \| \| \| \| \| Dromaeosaurus \| \| \| \| \| \| Utahraptor \| \| \| \| \| \| Yurgovuchia \| \| \| \| |
|  | |
|  | Achillobator |
|  | |
|  | Dromaeosaurus |
|  | |
|  | Utahraptor |
|  | |
|  | Yurgovuchia |
|  | |

|  | Achillobator  |
|  |               |
|  | Dromaeosaurus |
|  |               |
|  | Utahraptor    |
|  |               |
|  | Yurgovuchia   |
|  |               |

|  | Bambiraptor |
|  |             |

|  | Adasaurus                                                |
|  |                                                          |
|  | \| \| Tsaagan \| \| \| \| \| \| Velociraptor \| \| \| \| |
|  |                                                          |
|  | Tsaagan                                                  |
|  |                                                          |
|  | Velociraptor                                             |
|  |                                                          |

|  | Tsaagan      |
|  |              |
|  | Velociraptor |
|  |              |

|  | Deinonychus |
|  | |
|  | \| \| Achillobator \| \| \| \| \| \| Dromaeosaurus \| \| \| \| \| \| Utahraptor \| \| \| \| \| \| Yurgovuchia \| \| \| \| |
|  | |
|  | Achillobator |
|  | |
|  | Dromaeosaurus |
|  | |
|  | Utahraptor |
|  | |
|  | Yurgovuchia |
|  | |

|  | Achillobator  |
|  |               |
|  | Dromaeosaurus |
|  |               |
|  | Utahraptor    |
|  |               |
|  | Yurgovuchia   |
|  |               |

|  | Adasaurus                                                |
|  |                                                          |
|  | \| \| Tsaagan \| \| \| \| \| \| Velociraptor \| \| \| \| |
|  |                                                          |
|  | Tsaagan                                                  |
|  |                                                          |
|  | Velociraptor                                             |
|  |                                                          |

|  | Tsaagan      |
|  |              |
|  | Velociraptor |
|  |              |

|  | Deinonychus |
|  | |
|  | \| \| Achillobator \| \| \| \| \| \| Dromaeosaurus \| \| \| \| \| \| Utahraptor \| \| \| \| \| \| Yurgovuchia \| \| \| \| |
|  | |
|  | Achillobator |
|  | |
|  | Dromaeosaurus |
|  | |
|  | Utahraptor |
|  | |
|  | Yurgovuchia |
|  | |

|  | Achillobator  |
|  |               |
|  | Dromaeosaurus |
|  |               |
|  | Utahraptor    |
|  |               |
|  | Yurgovuchia   |
|  |               |

## Paleoecología

Yurgovuchia comparado al resto de la fauna de la formación Cedar Mountain.

Varios otros dinosaurios son también conocidos de Don’s Place incluyendo al iguanodontiano Iguanacolossus, un polacantino y un dromeosáurido velociraptorino representado por un pubis, UMNH VP 21752 y posiblemente también por un radio, UMNH VP 21751. Muchos terópodos adicionales han sido reportados del Miembro Yellow Cat, incluyendo al terizinosaurio Falcarius y al pequeño trodóntido depredador Geminiraptor de la zona inferior del miembro geológico, y al enorme dromeosaurino Utahraptor, el pequeño celurosaurio, posiblemente ornitomimosaurio Nedcolbertia y a un eudromaeosaurio sin nombrar representado por el esqueleto de una cola, UMNH VP 20209, de la parte superior del miembro.
Yurgovuchia compartía su entorno y vivía junto a otros dinosaurios en el Gato Amarillo Inferior, como los terópodos Falcarius y Geminiraptor, los saurópodos Mierasaurus y los grandes iguanodóntianos Iguanacolossus.  También hay cocodrilos goniofolídidos indeterminados y los velociraptorinos sin nombre conocidos del gato amarillo inferior.